# لورنزو سوبر
لورنزو سوبر (انگلیسی: Lorenzo Suber; ۱۰ ژوئن ۱۹۱۲ – ۱۷ آوریل ۱۹۸۷) بازیکن فوتبال اهل ایتالیا بود.
از باشگاه‌هایی که در آن بازی کرده‌است می‌توان به باشگاه فوتبال اودینزه، باشگاه فوتبال اینتر میلان، باشگاه فوتبال ونتزیا، و باشگاه فوتبال پیزا اشاره کرد.